# 清道光二十九年己酉科湖南鄉試舉人列表
清道光二十九年己酉科湖南鄉試，為清朝道光二十九年（1849年）的湖南省鄉試。此科共有46人中試。

## 考官
- 主考官：車順軌，陝西郃陽縣人，翰林院編修，國史館總纂，文淵閣校理
- 副考官：徐元勳，浙江海寧縣人，翰林院編修

## 中試舉人
- 第一名：黃維昌，年貳拾肆歲，善化縣學附生
- 第二名：蔣錫瑞，年貳拾捌歲，安福縣學優增生
- 第三名：畢大鍈，年貳拾肆歲，善化縣學優廩生
- 第四名：文以禮，年叁拾肆歲，攸縣學廩生
- 第五名：周政和，年叁拾捌歲，常德府學廩生
- 第六名：易章玉，年叁拾壹歲，湘陰縣學廩生
- 第七名：黎培敬，年貳拾貳歲，湘潭縣學附生
- 第八名：譚二監，年貳拾捌歲，茶陵州學候廩生
- 第九名：楊春旂，年貳拾歲，安化縣學候增生
- 第十名：瞿元燦，年貳拾貳歲，善化縣學拔貢生
- 第十一名：荊廷琅，年肆拾玖歲，溆浦縣學廩生
- 第十二名：劉代英，年貳拾陸歲，寧鄉縣學附生
- 第十三名：王香蔚，年貳拾陸歲，衡州府學附生
- 第十四名：陳國鼎，年叁拾陸歲，善化縣學附生
- 第十五名：譚文印，年叁拾貳歲，瀏陽縣拔貢生
- 第十六名：譚繼淳，年貳拾歲，瀏陽縣學附生
- 第十七名：梁伯藩，年叁拾壹歲，安化縣學附生
- 第十八名：羅本榮，年貳拾歲，善化縣學附生
- 第十九名：譚信變，年叁拾肆歲，長沙縣學廩生
- 第二十名：黃式度，年貳拾肆歲，長沙府學附生
- 第二十一名：許寶珩，年叁拾壹歲，善化縣學附生
- 第二十二名：康福庭，年叁拾歲，慈利縣學優附生
- 第二十三名：楊文鵾，年叁拾叁歲，寧鄉縣學附生
- 第二十四名：首調元，年叁拾捌歲，郴州學增生
- 第二十五名：陸晅，年肆拾叁歲，衡州府學廩生
- 第二十六名：屈勷楚，年肆拾陸歲，長沙縣學附生
- 第二十七名：李新莊，年貳拾叁歲，寧鄉縣學附生
- 第二十八名：陳名傑，年叁拾壹歲，清泉縣訓導
- 第二十九名：劉乙燃，年肆拾肆歲，華容縣學候廩生
- 第三十名：李澤昱，年叁拾肆歲，湘鄉縣學附生
- 第三十一名：高翼，年貳拾玖歲，常德府學候增生
- 第三十二名：陳朝堃，年叁拾捌歲，益陽縣學廩生
- 第三十三名：汪詠霓，年貳拾柴歲，寧鄉縣學優增生
- 第三十四名：周壽朋，年拾玖歲，益陽縣學附生
- 第三十五名：毛鎮湘，年叁拾陸歲，長沙縣學附生
- 第三十六名：謝錫圭，年肆拾捌歲，耒陽縣學增生
- 第三十七名：龔顯章，年叁拾貳歲，巴陵縣學廩生
- 第三十八名：阮淵玉，年貳拾叁歲，巴陵縣學附生
- 第三十九名：邱慶誥，年肆拾捌歲，瀏陽縣試用敕諭
- 第四十名：曹鈞，年叁拾肆歲，安化縣學增生
- 第四十一名，徐仲霖，年叁拾歲，長沙縣學優廩生
- 第四十二名：彭符甲，年貳拾陸歲，長沙府學附生
- 第四十三名：杜學濬，年肆拾叁歲，臨武縣學廩生
- 第四十四名：滕家興，年貳拾柒歲，保靖縣學附生
- 第四十五名：丁大彥，年肆拾歲，醴陵縣學附生
- 第四十六名：吳自烈，年叁拾玖歲，鳳凰廳學附生